# Comité de salut public (Frankrijk)

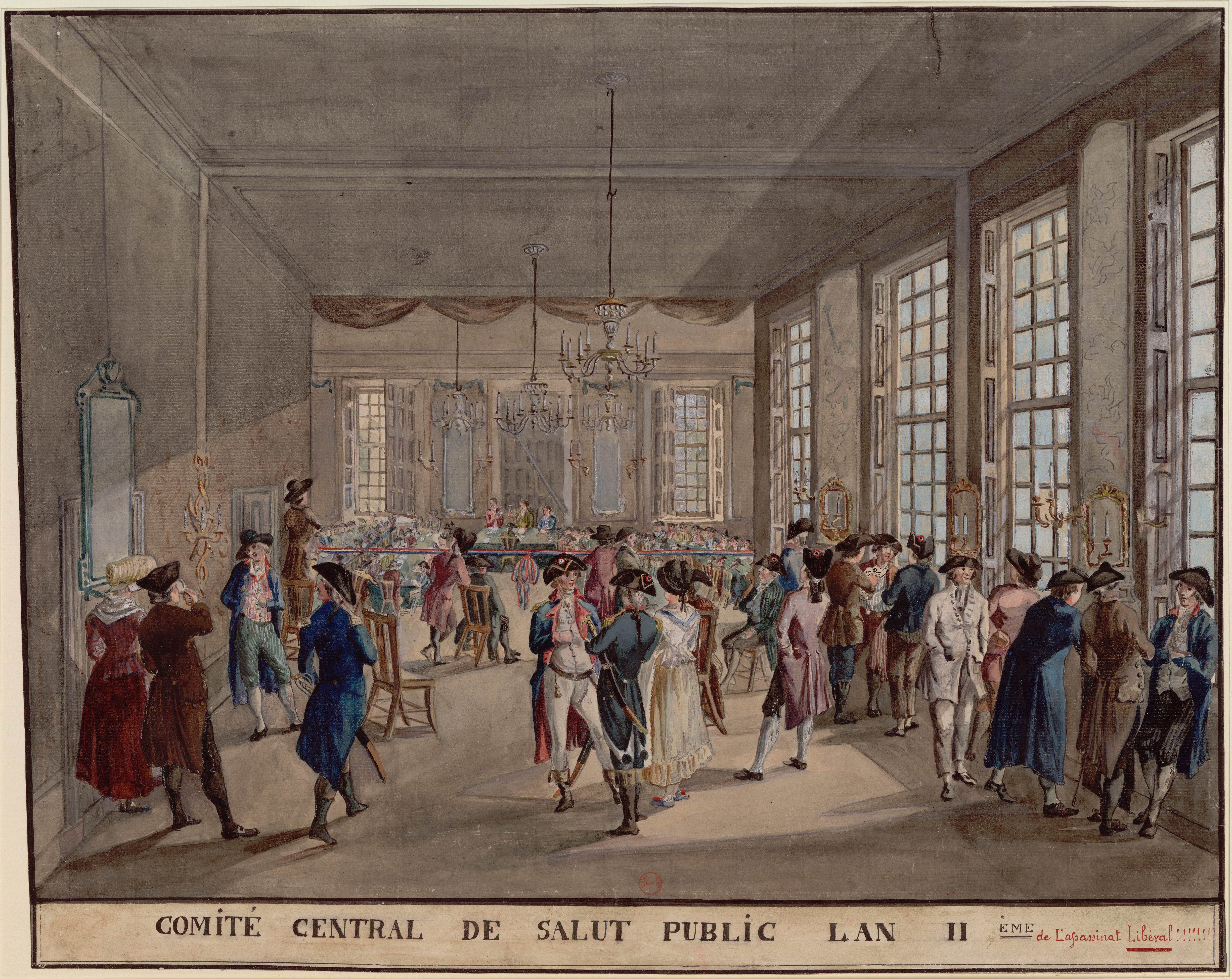
Comité de salut public, afbeelding uit 1793 of 1794

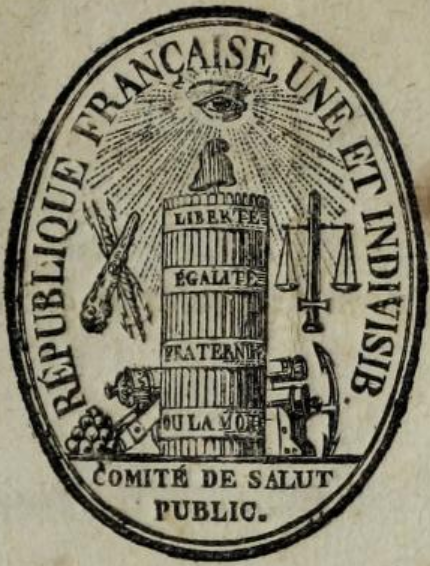
Logo van het Comité de salut public

Het Comité de salut public ("comité van algemeen welzijn" of "comité tot heil van het algemeen") was een van de twee regeringscomités, het uitvoerend bewind, van de Nationale Conventie tijdens de Franse Revolutie. 
Het Comité de salut public fungeerde samen met het Comité de sûreté générale (Comité van algemene veiligheid) als een revolutionaire noodregering van Frankrijk met brede uitvoerende macht tijdens de Terreur, de bloedigste periode van de Franse Revolutie. Het stuurde tienduizenden personen naar de guillotine.
Het comité hield toezicht op twintig bestuursorganen, zes ministers en alle ambtenaren; het leidde de diplomatie en de oorlog. Bekende leden van het Comité van algemeen welzijn waren Georges Danton, Saint-Just en Maximilien de Robespierre. 

## Geschiedenis
Het Comité de salut public werd ingesteld door de Nationale Conventie op 6 april 1793, op aandringen van de montagnards, terwijl Frankrijk in de greep van oorlog was. Het land werd van alle kanten aangevallen tijdens de Eerste Coalitieoorlog en ook binnen haar eigen grenzen bedreigd door contrarevolutionaire rebellen, zoals in de Vendée.
Het comité bestond oorspronkelijk uit 25 leden, maar de montagnards waren ontevreden - 18 zetels gingen naar de girondijnen en mannen in het midden - en vroegen om nieuwe verkiezingen voor het Comité. Bij de herverkiezing werd het aantal op negen leden van de Nationale Conventie beperkt, die voor een periode van een maand werden benoemd. Onder de leden bevonden zich ook Charles Delacroix, Lazare Carnot, Georges Couthon en Barère de Vieuzac.
Het comité bleek niet in staat de revolutionaire beweging in goede banen te leiden. Het had de buitenlandse invasie niet kunnen tegenhouden, de federalistische opstand niet kunnen bedwingen en het probleem van de assignaat en de schaarste aan levensmiddelen niet kunnen oplossen. Op 10 juli benoemde de Nationale Conventie een nieuw comité: Grand Comité de Salut Public en kreeg uitgebreide, bijna dictatoriale uitvoerende macht. Danton werd uitgeschakeld. In september werd het aantal leden uitgebreid tot twaalf. Drie leden werden algauw afgezet. Na de verkiezing van Robespierre als lid van het Comité de salut public kwam het comité in zijn greep.
Het comité was verantwoordelijk voor de vervolging, veroordeling en executies van tienduizenden personen die ervan verdacht werden contrarevolutionaire of royalistische denkbeelden te koesteren. De meeste verdachten werden na een kort proces naar de guillotine gestuurd. Met de wet van de 22ste Prairial breidde het comité de bevoegdheden van het Revolutionair Tribunaal verder uit. De wet verbood verdachten zich te verdedigen en bepaalde dat er bij een proces maar slechts twee mogelijke uitspraken waren: vrijspraak of de guillotine.
Nadat twee van zijn belangrijkste politieke tegenstanders, Danton en Hébert, begin 1794 naar de guillotine waren gestuurd, verwierf Robespierre bijna-dictatoriale macht. De Terreur eindigde toen er in een vergadering van het Comité de salut public op 27 juli 1794 protest uitbrak tegen Robespierres tirannieke bewind. Robespierre en medestanders als Saint-Just en Couthon werden gearresteerd en zelf naar de guillotine gestuurd.
Het comité verdween formeel met de nieuwe grondwet van 1795; Abbé Sièyes was een van de laatste leden. In oktober werd een Directoire ingesteld, waarna de Nationale Conventie werd opgeheven.

## Bron
- Soboul, A. (1975) De Franse Revolutie dl II, 1793-1799, p. 322-23.